# Pawlos Kunduriotis
Pawlos Kunduriotis (gr. Παύλος Κουντουριώτης; ur. 9 kwietnia 1855 na Hydrze, zm. 22 sierpnia 1935 w Atenach) – grecki wojskowy i polityk, pierwszy prezydent Grecji po ogłoszeniu republiki w 1924.

## Życiorys
Pochodził z rodziny Arwanitów, której członkowie wzięli udział w wojnie o niepodległość Grecji. Od 1875 służył w greckiej marynarce wojennej. Dowodził flotą w wojnie grecko-tureckiej r. 1897. Następnie walczył w analogicznym charakterze w wojnach bałkańskich. Dzięki odniesionym zwycięstwom nad flotą turecką zyskał sławę bohatera narodowego.
W 1924, gdy król Jerzy II Grecki wyjechał z Grecji do czasu rozstrzygnięcia w plebiscycie przyszłego ustroju kraju, Kunduriotis był regentem, zaś po zwycięstwie opcji republikańskiej w tymże plebiscycie – tymczasowym prezydentem. W 1926 podał się do dymisji, gdy gen. Theodoros Pangalos ogłosił się dyktatorem. Kunduriotis odmówił jakiejkolwiek współpracy z nim i dobrowolnie wyjechał na wyspę Hydra. Powrót prezydenta na urząd umożliwił kolejny zamach stanu, jaki przeprowadził jeszcze w tym samym roku gen. Jeorios Kondilis. W maju 1929 został po raz drugi wybrany na prezydenta, lecz szybko zrezygnował z urzędu z powodu złego stanu zdrowia.